# 西华县
西华县是中华人民共和国河南省周口市下辖的一个县，面积1208平方公里，2022年常住人口68.94万人。县人民政府驻娲城街道。

## 历史沿革

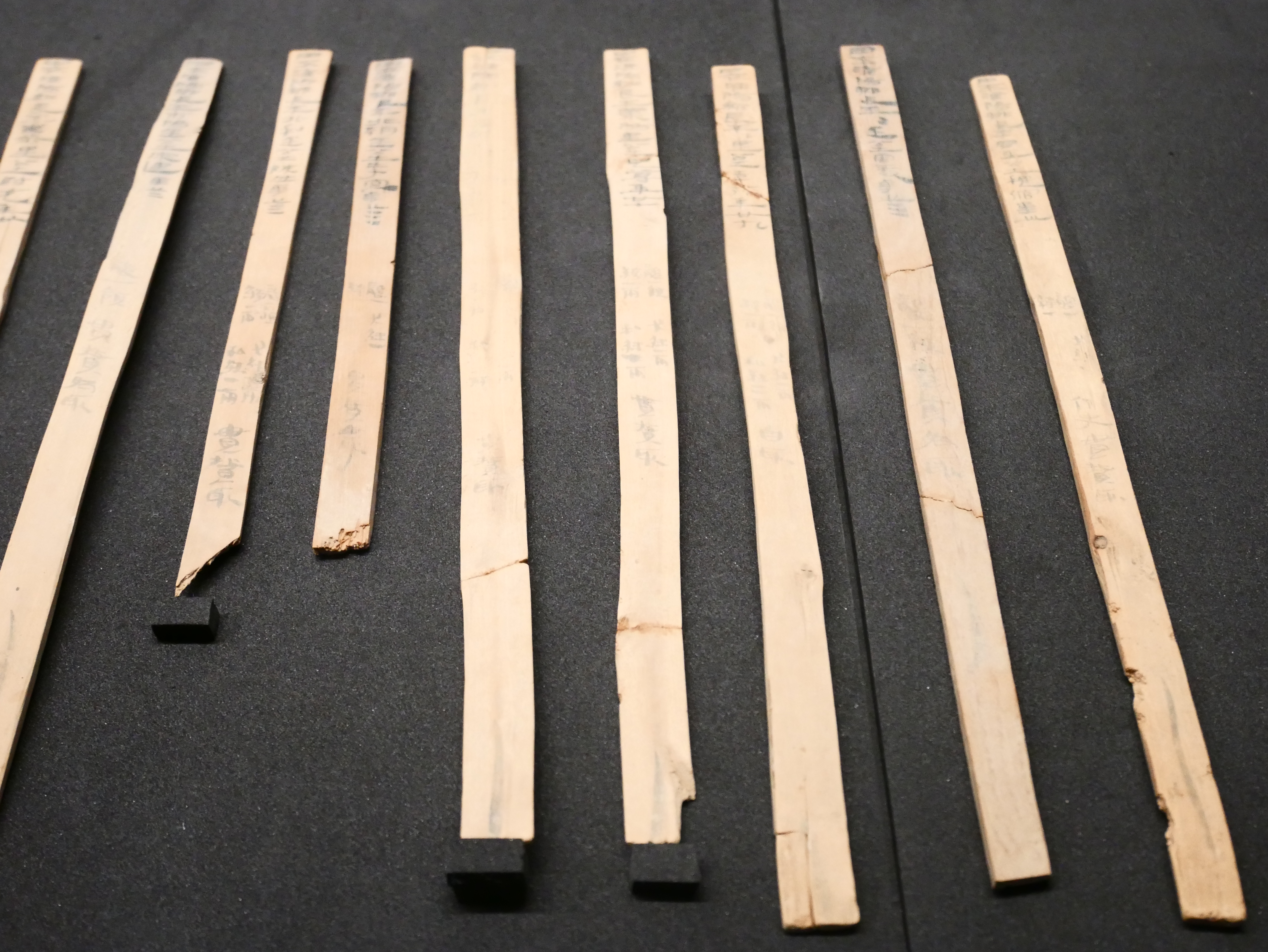
居延漢簡淮陽郡長平縣（今西華縣）田卒名籍（大灣城遺址出土）

春秋时期，长平西北（今聂堆镇一带）为宋华氏族居地，居东者称东华，居西者称西华，此为西华名称的由来。秦朝时期在县境内设长平邑，属陈郡。西汉时期，分置西华、长平二县，属豫州刺史部汝南郡。东汉时期，西华县属汝南郡，长平县则属陈国。三国时二县为曹魏所据，分属汝南郡和陈郡。西晋初年，废除二县建制，至永康元年（300年）恢复，二县均属颍川郡。东晋十六国时期，该地区先后为后赵、前燕、前秦、东晋、后秦等政权据有。南北朝时期，二县初由北魏所据，属北扬州陈郡，后先后由东魏、北齐据有，长平县在北齐时期废除。隋朝时西华县属淮阳郡，开皇十八年（598年）改西华县为鸿沟县，至大业初年恢复。唐朝初年改名为箕城，贞观元年（627年）省入宛丘县，长寿元年（692年）恢复建制，并改名武城。神龙元年（705年）复称箕城，景云元年（710年）恢复西华旧称，属陈州。北宋因袭唐制，属京西北路陈州。金朝时属南京路陈州。元朝时属汴梁路陈州。明朝时属开封府陈州。清初因袭明制，雍正十二年（1734年）陈州升为陈州府，西华县遂属陈州府管辖。
中华民国时期，1914年西华县划归开封道管辖，1932年划归河南省第七行政督察区。中华人民共和国建立后，西华县最初归淮阳专区管辖，1953年1月改属许昌专区，1965年5月划归周口专区管辖，1969年归属周口地区。2000年6月8日，撤销周口地区并设立地级周口市，西华县属之至今。

## 地理
西华县位于华北平原中部，地势平坦低洼，东南略低于西北，海拔在48-56米之间。1938年花园口决堤事件后，西华县为黄泛区腹地。西华县属多河流地区，流域面积在100平方公里以上的河道有14条，主要河流有沙河、颍河、贾鲁河，在境内长度依次为69、65及33公里，均属淮河水系。

## 行政区划
西华县下辖5个街道、9个镇、8个乡和2个农场：
娲城街道、箕子台街道、昆山街道、皮营街道、西夏亭镇、逍遥镇、奉母镇、红花集镇、聂堆镇、东夏亭镇、西华营镇、址坊镇、迟营镇、田口乡、清河驿乡、东王营乡、大王庄乡、李大庄乡、叶埠口乡、黄桥乡、艾岗乡、黄泛区农场和五二农场。

## 人口
根據第七次全國人口普查結果，截至2020年11月1日零時，西華縣常住人口692846人。

## 交通
西华县有 大广高速、 京武高速和 商南高速三条高速公路过境，分别在县城的东、西、南三个方位设有出入口。此外，还有 230国道、 344国道、 102省道、 213省道、 218省道、 321省道、 322省道、 323省道、 324省道等国省干道过境。铁路方面，2019年通车运营的郑阜高速铁路经过县境，在县城以东设西华站。
西华县境内有颍河、沙河等河流，在明清时期航运便利，逍遥镇在当时曾为重要商埠，与漯河、周口、界首并称沙河“四大码头”。随着陆路交通的发展，水运逐渐式微，尤其是20世纪50年代末以后，沙颍河下游先后修建了大量的节制闸，导致沙颍河断航。2005年后，沙颍河开始逐段复航。2019年4月，位于逍遥镇沙河北岸的逍遥港动工建设，并于2022年6月开始试运营。

## 文化

### 饮食
西华县逍遥镇以胡辣汤闻名。2021年6月10日，逍遥胡辣汤制作技艺被公布为第五批国家级非物质文化遗产。

### 傳說
据傳說，女娲死后埋葬在今中原河南省西华县。故西华县又名娲城。
县城中有箕子读书台，位于一湖中，相传为箕子避难读书之地。当地区划的箕子台街道因此而得名。